# Кирказон ломоносовидный
Кирказо́н ломоносови́дный, или Кирказон обыкнове́нный (лат. Aristolóchia clematítis) — травянистое растение, вид рода Кирказон (Aristolochia) семейства Кирказоновые (Aristolochiaceae). В России имеет народные названия: лихорадочная трава, финовник, кокорник. Ядовитое растение.

## Ботаническое описание

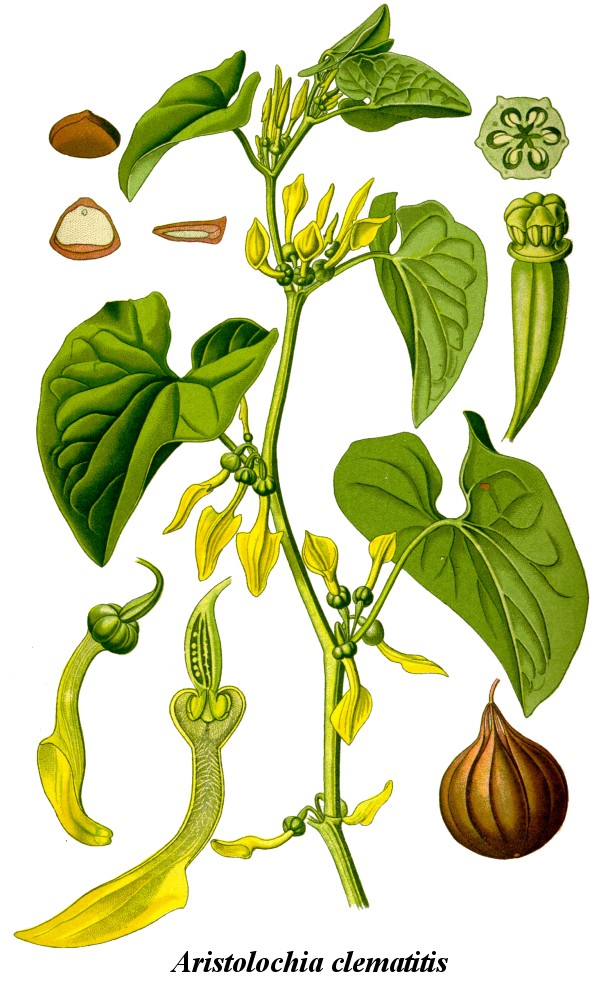

Кирказон ломоносовидный — многолетняя травянистая лиана высотой 50—90 см с ползучим корневищем
Стебель прямостоячий, слегка извилистый, в основном простой (ветвится редко), голый, светло-зелёного цвета.
Листья округлые или яйцевидные, с сердцевидным основанием, матово-зелёные, имеют неприятный запах. Края листьев слегка шероховатые от мелких зубчиков. Расположение — очерёдное. Длина листа — до 10 см.
Цветки со светло-жёлтым, зигоморфным околоцветником, расположены по несколько штук в пазухах листьев. Трубочка околоцветника вздутая у основания, длиной около 12 мм, наверху расширяется в яйцевидный язычок. Цветёт кирказон ломоносовидный в конце мая — июне.
Плоды — висячие округлые или грушевидные коробочки длиной 5—6 см, содержат многочисленные буроватые, трёхгранные семена длиной около сантиметра.

## Распространение и экология
Европа, европейская часть России, Закавказье, Северный Кавказ.
В России преимущественно в чернозёмной полосе, в пойменных лесах, на опушках, известняках.

## Ядовитые свойства
Растение ядовито благодаря содержанию алкалоида аристолохин, который содержится главным образом в семенах и листьях, но ядовиты все части растения в той или иной степени. Аристолохин понижает кровяное давление, нарушая правильную работу сердца. Симптомы отравления животных: потеря аппетита, общая неподвижность, бесчувственность, нетвёрдая походка, слабость задних ног, спазмы и легкие судороги в различных частях тела. Наступление спячки, затем спустя некоторое время, запор, частое выделение мочи и судороги в половых органах. Лошади поправляются очень медленно, но бывает, что появляется перитонит и животное погибает.

## Значение и применение

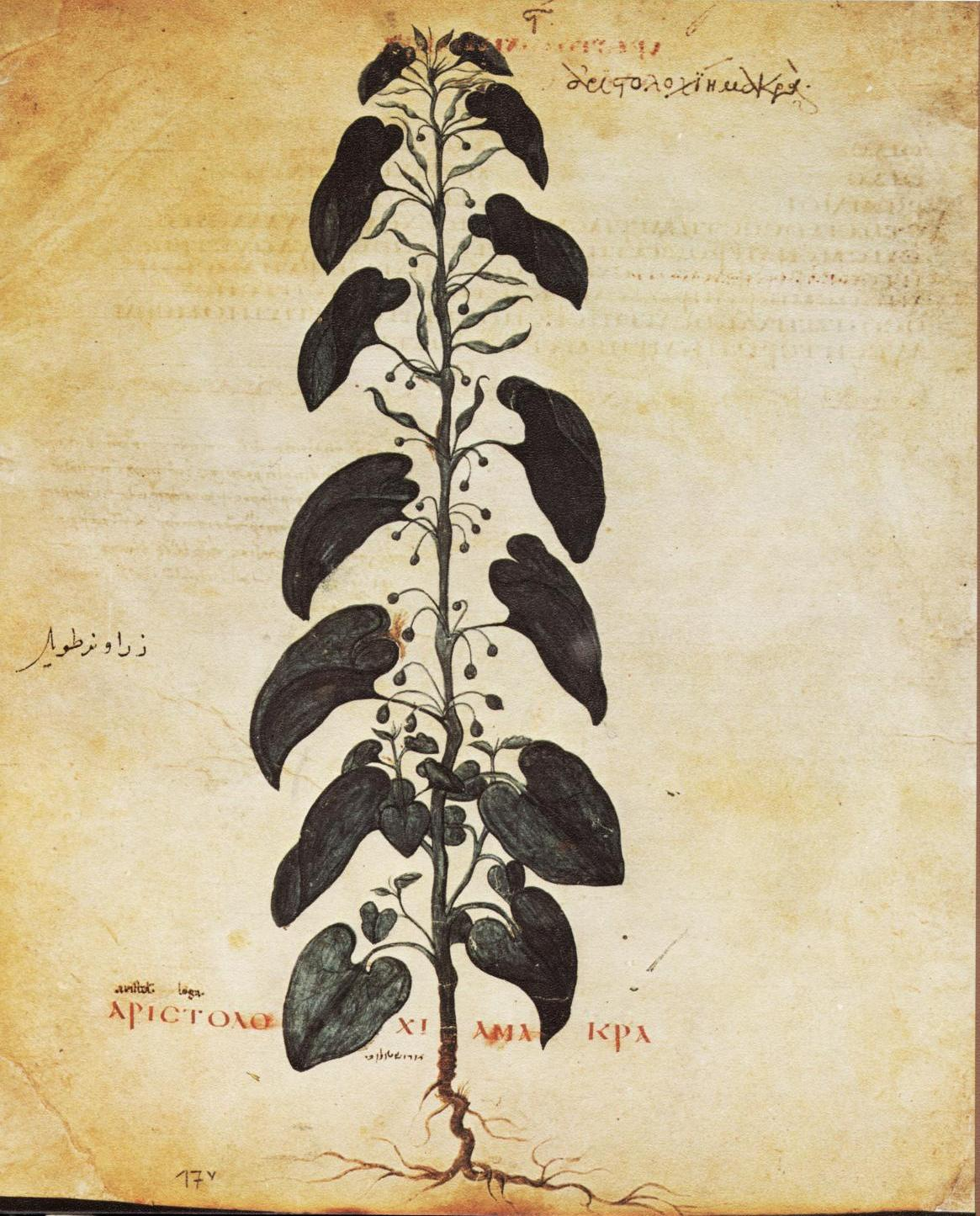
Кирказон обыкновенный (Венский Диоскорид, Византия, VI век)

### Кормовое значение
Всё растение обладает неприятным запахом. Скот не поедает или ест очень плохо. Имеются данные, что поедается пятнистым оленем. Съеденный в малых количествах вреда не причиняет, но передаёт молоку неприятный вкус и красный цвет. В больших количествах делает молоко ядовитым, а животное отравляет. Засорение корма до 4 % может быть опасным для животного. Высушивание и силосование не уменьшают ядовитости.
На Северном Кавказе в 1925 в станице Гиагинской из 20 лошадей пало 8. При вскрытии обнаружено геморрагическое воспаление желудка и кишок. В корм этим лошадям попала примесь семян и листьев кирказона.
Наиболее ядовиты молодые растения. Наблюдалось отравления кирказоном преимущественно лошадей и в меньшей степени крупного рогатого скота и свиней.

### В медицине
Кирказон ломоносовидный считается лекарственным растением и с давних времён использовался в народной медицине, несмотря на свою ядовитость. Однако последние научные данные показывают, что это растение обладает канцерогенным и мутагенным действием, и в некоторых странах продажа и применение содержащих его препаратов запрещены. Кроме того, имеется гипотеза, что кирказон ломоносовидный может являться причиной так называемой балканской эндемической нефропатии — хронического заболевания почек, встречающегося в некоторых районах Балканского полуострова.
Применяемая часть: трава (листья, стебли, цветки), корни, плоды и семена.
Время сбора: траву собирают в конце мая — июне, плоды и семена осенью.
Химический состав: алкалоид аристолохин. Аристолохиевая (кирказоновая) кислота, смола, эфирное масло. Аристолохиевая кислота нарушает кровообращение и поражает слизистые оболочки желудочно-кишечного тракта. Растение сильно ядовито.
Применение: в малых количествах кирказон обладает общеукрепляющим, тонизирующим, успокаивающим, противовоспалительным, мочегонным, потогонным, обезболивающим, сосудорасширяющим, антисептическим, ранозаживляющим действием.
В научной и народной медицине настой травы применяется как внутреннее средство в следующих случаях:
- бронхит хронический;

- асцит (водянка);
- анемия фолиево-дефицитная;
- ревматизм;
- артрит (полиартрит) подагрический (подагра), остеомиелит, периостит;
- гастрит анацидный;
- запор;
- печеночная колика;
- малярия;
- диатез;
- аменорея, дисменорея;
- головная боль, мигрень;
- невралгии, плекситы и невриты, судорожные состояния.

Наружно-свежие листья, распаренные сухие листья или отвар травы применяют для ванн, примочек и компрессов при различных кожных заболеваниях и нарывах: диатез; абсцесс, панариций, флегмона, зуд кожи, опрелость, пиодермия, раны, ушибы, сыпь, туберкулёз кожи, фурункулёз, язвы. Основные фитотерапевтические свойства травы: анальгетические, мочегонные, потогонные и жаропонижающие, слабительные, улучшающие пищеварение, антисептические, дезинфицирующие, бактерицидные.
Внутреннее и наружное применение кирказона ломоносовидного, как сильно ядовитого растения, требует большой осторожности.
В России постановлением Главного государственного санитарного врача Российской Федерации запрещены ввоз, изготовление и продажа биологически активных добавок, в состав которых входит кирказон, в том числе кирказон ломоносовидный.
Кирказон ломоносовидный также используется как декоративное растение для вертикального озеленения.
Является пищевым растением для гусениц некоторых видов бабочек, например, поликсены.

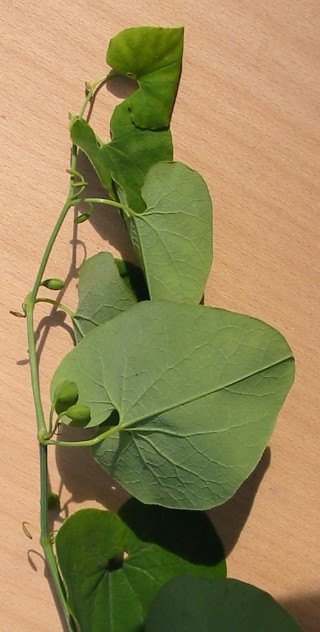
Побег с листьями
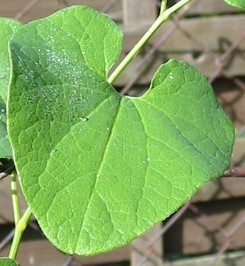
Лист крупным планом
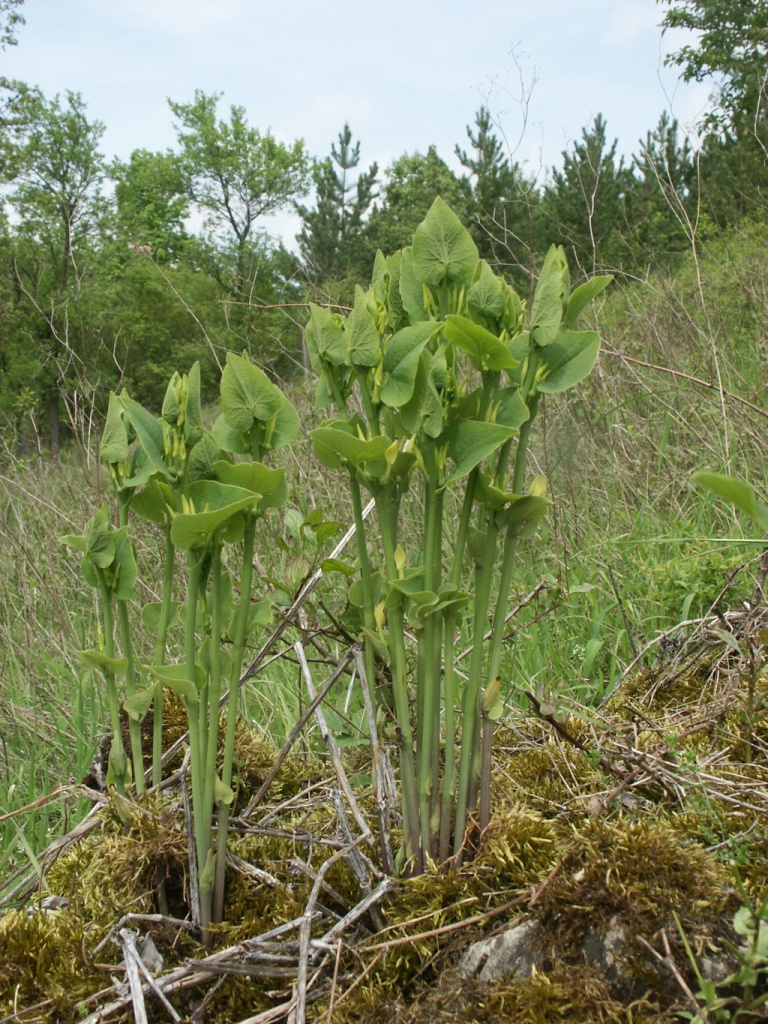
Молодые побеги
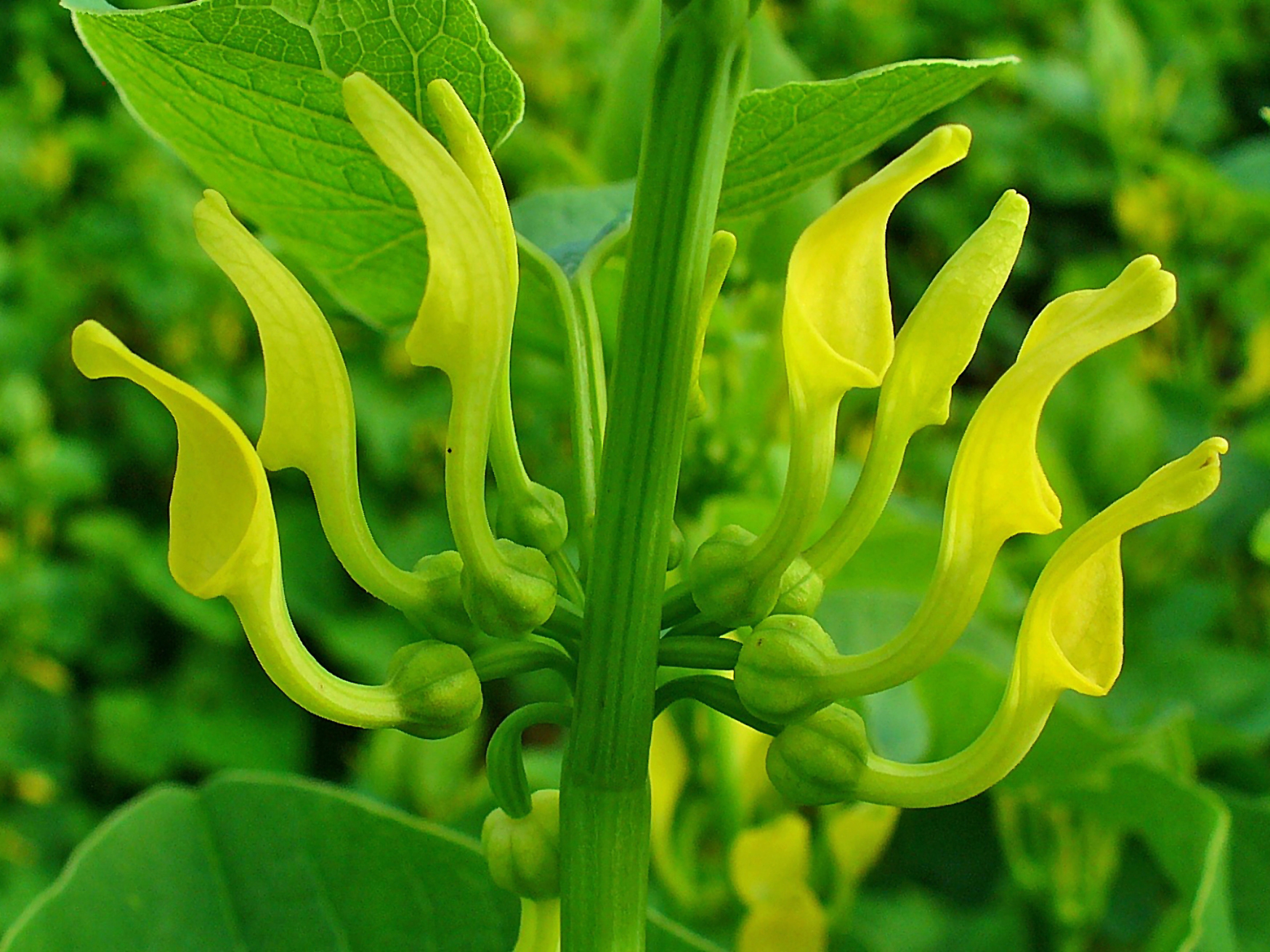
Цветки
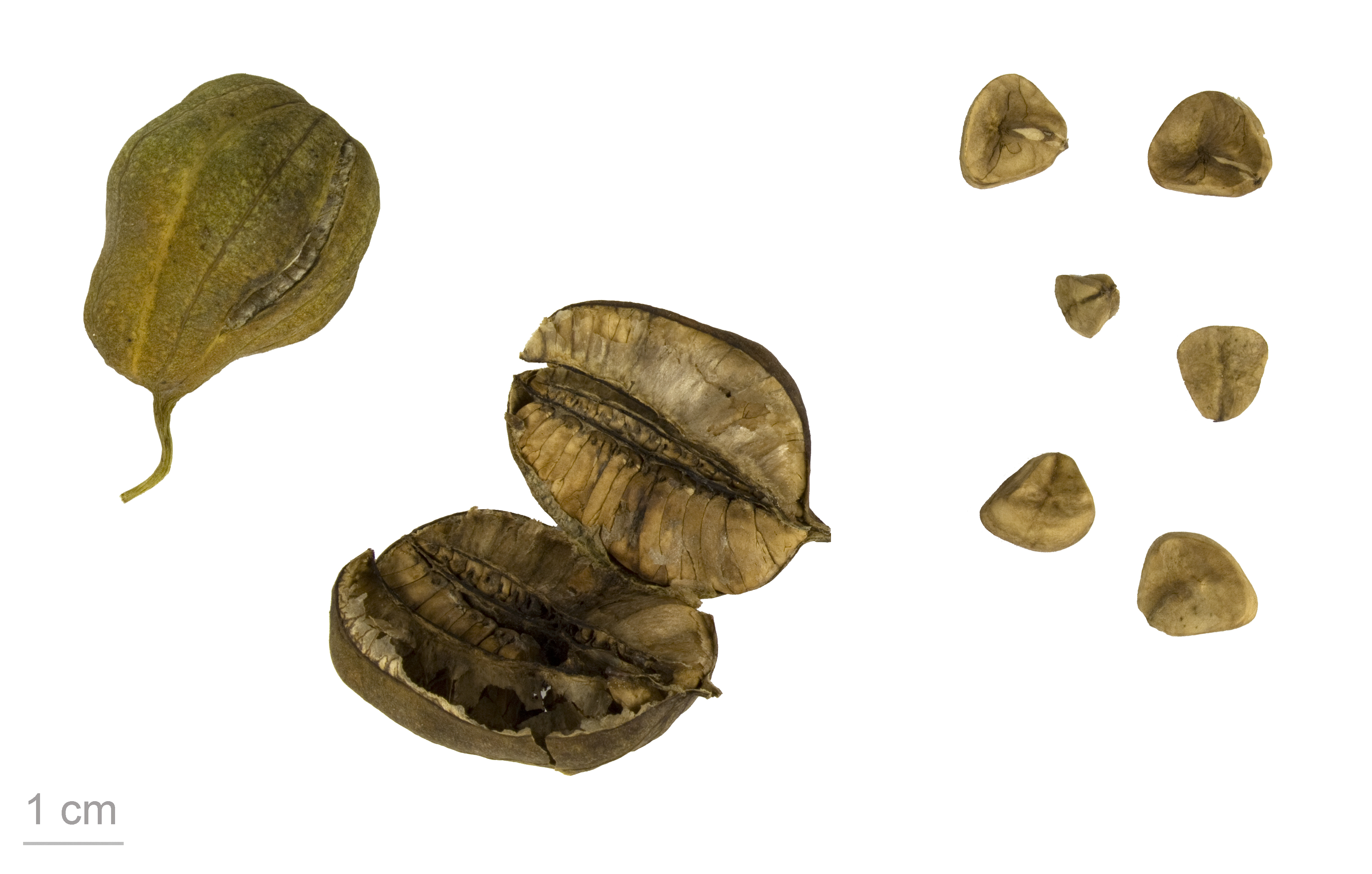
Плоды и семена